# Минев, Илия
Илия Стоянов Минев (болг. Илия Минев; 15 декабря 1917, Саранбей — 6 января 2000, Пазарджик) — болгарский политик и диссидент, националист, антикоммунист. Активист Союза болгарских национальных легионов. Непримиримый противник БКП, многолетний политзаключённый в НРБ. Был лишён свободы дольше, чем кто-либо из известных политзаключённых. Правозащитник, основатель Независимого общества по защите прав человека.

## Легионерская молодость
Родился в семье винодела и виноторговца Стояна Минева. Со школьных лет проявлял активный антикоммунизм, вступал в драки с подростками коммунистических взглядов. Был сильно избит активистами РМС.
Учился во французском колледже Пловдива, продолжил образование в Тулузе. Получил специальность диплом химика по промышленному виноделию. Познакомился во Франции с Франсуа Миттераном.
Вернувшись в Болгарию, вступил в Союз болгарских национальных легионов. В 1941—1944 состоял в легионерском руководстве, курировал международные связи, возглавлял организацию в Пазарджике.

## Заключённый дольше Манделы
10 сентября 1944, на второй день после прихода компартии к власти, Илия Минев был взят под стражу. Вскоре освобождён и был отправлен на фронт против Третьего рейха. После Второй мировой войны некоторое время жил под чужим именем, участвовал в легионерском подполье. Вновь арестован в 1946 за «фашистскую позицию и активный антикоммунизм». Был подвергнут пыткам и избиениям. Обвинён в воссоздании легионов и планировании государственного переворота, приговорён к пожизненному заключению. Впоследствии приговор был заменён на 25 лет тюрьмы.
С небольшими перерывами Илия Минев находился в тюрьмах НРБ до 1978 года, затем содержался под стражей в начале и в середине 1980-х. В общей сложности около пяти лет провёл в одиночном заключении, более года держал голодовки. В краткие периоды пребывания на свободе занимался антикоммунистической агитацией, в 1971 распространял листовки против Тодора Живкова.
Срок лишения свободы Илии Минева превышает таковой Нельсона Манделы. Фактически Минев находился в заключении по политическим мотивам дольше, чем кто бы то ни было.

## В правозащитном движении
После освобождения Минев жил в Септември под строгим надзором госбезопасности и милиции. В 1984—1985 повёл активную правозащитную деятельность. В 1987 написал открытое письмо президенту США Рональду Рейгану, в котором изложил факты нарушений прав граждан Болгарии. Вновь был арестован, после 20-дневной голодовки переведён под домашний арест.
11 января 1988 года в доме Илии Минева было учреждено Независимое общество по защите прав человека (НДЗПЧ). В сентябре Минев объявил голодовку в защиту писателя-диссидента Петра Манолова. Инициатива Минева и его соратников активизировала группы болгарских инакомыслящих.

Это была лавина. В течение нескольких недель у нас появились тысячи человек, многие из них — турки. Начались протесты международного ПЕН-клуба, появилась всемирная известность.

Стефан Вылков, болгарский диссидент, соучредитель НДЗПЧ

В начале 1989 Илия Минев был арестован в последний раз. Официальная пресса НРБ публиковала статьи, обвинявшие его в фашизме, сотрудничестве с гестапо и особенно в антисемитизме. Тем временем, в июле 1989, группа софийских членов НДЗПЧ (среди них Волен Сидеров), сместила Илию Минева с председательства в организации (на его место был избран Румен Воденичаров). Основатель НЗДПЧ Минев даже не был уве́домлен об этом решении.
Существуют предположения, что последний арест Минева и публичные обвинения являлись составной частью плана руководства госбезопасности и «прогорбачёвских» партийных функционеров по отстранению от власти генсека Живкова. Эта кампания способствовала расширению популярности Минева, привлекала к нему симпатии, вызывала возмущение произволом властей. В любом случае сам Илия Минев не знал об отведённой ему роли.

## «Демократия не для таких, как вы»
После отставки Живкова 10 ноября 1989 года Илия Минев был освобождён и попытался включиться в оппозиционное движение. Однако лидеры возникшей оппозиции не допускали его даже к выступлениям на митингах.

18 ноября 1989 года все оппозиционные организации провели объединённый митинг с количеством участников 50 тыс. человек. Среди выступавших были Пётр Берон, Румен Воденичаров, Константин Тренчев и будущий президент Желю Желев. На этом митинге попытался выступить диссидент Илия Минев, отсидевший при коммунистическом режиме 33 года, но его на трибуну не пустили. И это правильно — на ГБшных «акциях протеста» посторонним делать нечего. После того, как он сделал популярным Независимое общество по защите прав человека, возглавляемое ныне «человеком ДС» Руменом Воденичаровым, Минев только мешал и путался под ногами, и лишь необходимость изображать терпимость к инакомыслию не позволяла снова упрятать его в тюрьму.

На публичных акциях вокруг Минева собирались лишь небольшие группы убеждённых сторонников.
К реальной политике в послеживковской Болгарии Минев допущен не был. Издавал бюллетень Свободно слово. Оставался убеждённым национал-патриотом и непримиримым антикоммунистом. При этом он негативно относился и к Союзу демократических сил:

Демократия — не для таких, как вы. Она для нас.

Илия Минев — Желю Желеву и Петру Берону

## Посмертные почести
1990-е годы Илия Минев прожил в бедности, доходившей до нищеты. Скончался в пазарджикском доме престарелых.
На могиле Илии Минева в Септември возведён памятник. В 2000 году он был посмертно награждён орденом «Стара планина» I степени. В 2002 году памятник Илии Миневу поставлен и в Софии. Ему посмертно присвоено звание почётного гражданина родного города, именем Илии Минева названа в Септември площадь, на которой установлен бюст.